# Entedon ernobii
Entedon ernobii är en stekelart som beskrevs av Schauff 1988. Entedon ernobii ingår i släktet Entedon och familjen finglanssteklar. Inga underarter finns listade i Catalogue of Life.